# Gustav Karl Laube
‎
Gustav Karl Laube, češko-nemški geolog, paleontolog, raziskovalec in pedagog, * 8. februar 1839, Teplice, † 12. april 1923, Praga.
Leta 1871 je postal profesor mineralogije in geologije na Tehniški univerzi v Pragi, leta 1876 pa profesor geologije in paleontologije na Nemški univerzi v Pragi.
Sodeloval je tudi pri nemški polarni ekspediciji.